# Brion (Saône-et-Loire)
Brion ist eine französische Gemeinde mit 297 Einwohnern (Stand: 1. Januar 2022) im Département Saône-et-Loire in der Région Bourgogne-Franche-Comté. Die Gemeinde gehört zum Arrondissement Autun und zum Kanton Autun-2 (bis 2015: Kanton Mesvres). Die Einwohner werden Brionnais genannt.

## Geografie
Brion liegt etwa zehn Kilometer südwestlich vom Stadtzentrum von Autun. Umgeben wird Brion von den Nachbargemeinden Monthelon im Norden, Autun im Osten und Nordosten, Mesvres im Süden und Südosten, Étang-sur-Arroux im Südwesten sowie Laizy im Westen.

## Bevölkerungsentwicklung
| Jahr                      | 1962 | 1968 | 1975 | 1982 | 1990 | 1999 | 2006 | 2013 | 2019 |
| Einwohner                 | 310  | 273  | 263  | 310  | 359  | 372  | 349  | 315  | 292  |
| Quelle: Cassini und INSEE |      |      |      |      |      |      |      |      |      |

## Sehenswürdigkeiten

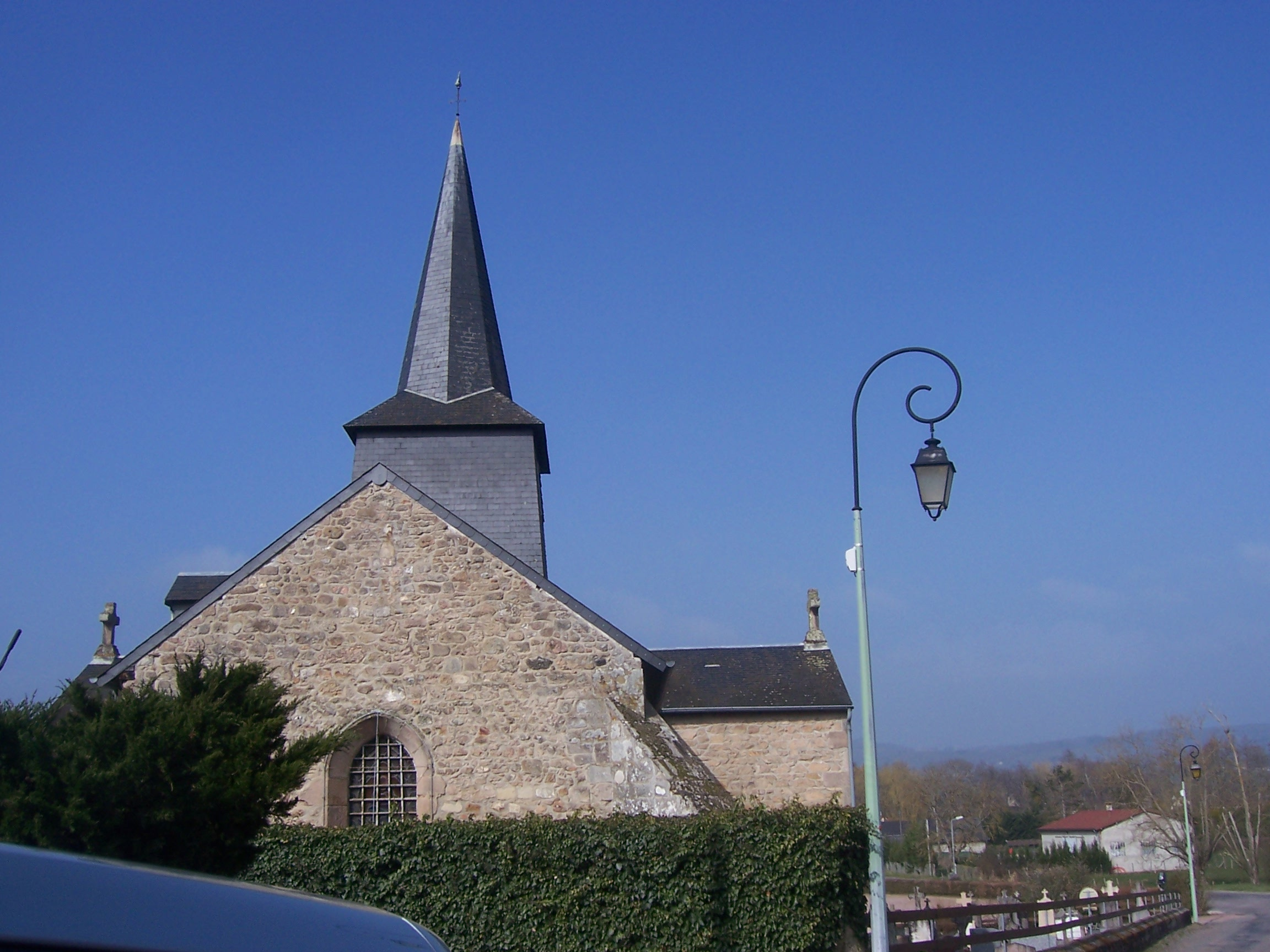
Kirche Saint-Pierre-aux-Liens

- Kirche Saint-Pierre-aux-Liens mit Pfarrhaus
- Schloss Le Pignon blanc aus dem 18. Jahrhundert
- Schloss Charmois mit Domäne aus dem 15. Jahrhundert
- Domäne La Tour-Bricard und La Tour du  Chapitre
- Domäne Les Moreaux
- Mühlen